# Odporová regulace výkonu

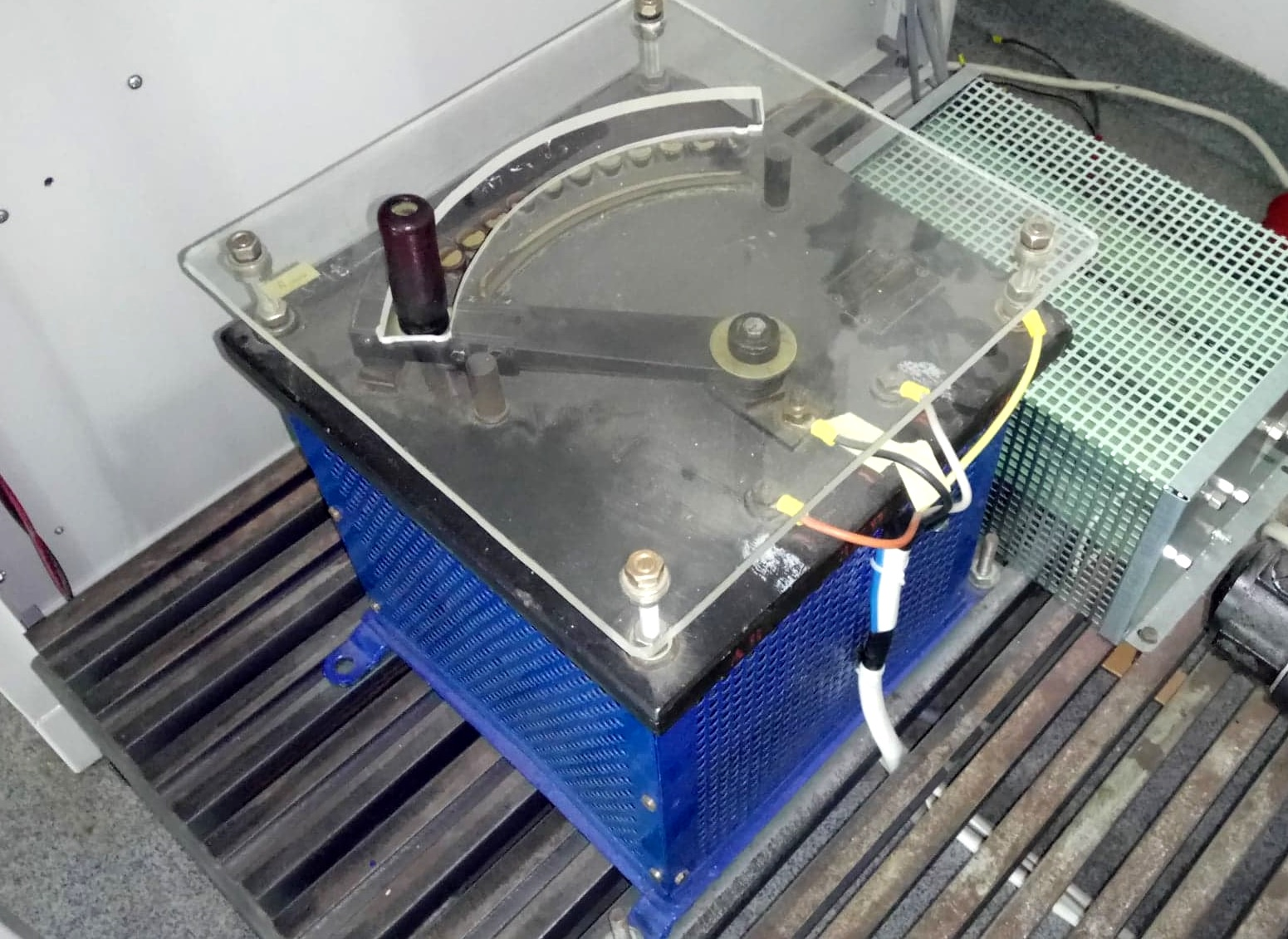
Rezistor k regulaci výkonu

Odporová regulace výkonu je nejstarší typ řízení výkonu, využívaný u starších drážních vozidel do dneška. Postupně dochází k vyřazování takovýchto vozidel nebo k renovaci na měničové řízení.
Odporovou regulaci lze použít ve spojení se sériovým stejnosměrným motorem, který má měkkou otáčkovou charakteristiku a tudíž ho lze dobře řídit napětím. V elektrické trakci může být napájen stejnosměrným napětím, napětím s frekvencí 16 2/3 Hz přímo nebo střídavým napětím s frekvencí 50 Hz přes usměrňovač. To je jeho naprostá výhoda oproti ostatním typům motorů. Sériový motor má však mnoho negativních vlastností. Nejvíce omezujícím prvkem je komutátor. Jedná se o mechanický střídač, který není nijak izolován a je tedy vystaven vlivu prostředí (prach, vlhkost). To může způsobovat usazování nečistot a komutátor je tedy nutné pravidelně kontrolovat a udržovat. Dalším rizikem je oteplovaní, opotřebování kartáčů, omezená rychlost otáčení (působení odstředivých sil na lamely), omezení velikosti napětí a s ním související lamelové napětí. Při velikém lamelovém napětí dochází ke zhoršení komutace a jiskření na komutátoru. Pro zlepšení komutace musí mít komutátor přesně válcový tvar, vyleštěný povrch, přiměřenou tvrdost kartáčů a dosedací plochu kartáčů o stejném poloměru jako poloměr komutátoru.
Sériový motor má zapojenu do série kotvu a vinutí pomocných pólů, budící vinutí je vyvedeno zvlášť, aby se dal měnit směr otáčení a případně šuntovat.
V první fázi regulace jsou motorové skupiny spojeny sériově přímo na síť. Přívod proudu do motoru se řídí přepínáním odboček rozjezdového odporníku. Řízení je jednoduché, ale způsobuje značné proudové rázy pohonu a škubání celé soustavy na spřáhlech. Splněna také musí být podmínka, že proud nebude přerušen při přepínání jednotlivých stupňů. Přepínání je stykačové. Pro přepojení na paralelní řazení motorových skupin je nutné nastavit velikost odporníku na hodnotu odpovídající paralelnímu řazení. Obě motorové skupiny se spojí paralelně, přičemž sériové spojení stále trvá. Odpojí se můstkový stykač, tím se zruší sériové řazení a skupiny jsou spojeny paralelně. Na dalších stupních se vyřazují skupiny rozjezdových odporníků. Použití rozjezdového odporníku na dvě části a použití více stykačů zesložiťuje obvod, ale výhodou je především trvalá činnost motorových skupin, kdy nedochází k poklesu tažné síly. Řazení skupin probíhá elektropneumaticky ovládanými stykači a následují stupně odporové regulace. Na hospodárném stupni sériového řazení je možné využít několik stupňů zeslabení buzení pro rozmezí rychlosti zpravidla 50–100 km/hod a na paralelním řazení opět několik stupňů zeslabení buzení pro rychlosti v rozmezí 100–140 km/hod. Zeslabování buzení magnetického pole trakčních motorů zvyšuje hospodárnost regulace. Ochrana nedovolí strojvedoucímu zeslabení buzení trakčních motorů na jiném než hospodárném stupni. Jízda je možná dlouhodobě na všech jízdních stupních kvůli dostatečnému dimenzování regulačních stupňů. Kvůli úspoře elektrické energie je potřeba využít pro jízdu přednostně hospodárné stupně a stupně zeslabování buzení, kdy je ztrátový výkon rozjezdových odporníků nulový. Ostatní stupně se zapojeným rozjezdovým odporníkem jsou považovány za rozjezdové a využívány jsou tedy minimální dobu. Změna směru jízdy se provádí změnou proudu budícího vinutí měničem směru.
Na rozjezdových odporech vznikají při rozjezdu ztráty energie, které výrazně zhoršují energetickou bilanci vozidla. Zařazením skupinového řízení se mohou ušetřit ztráty v rozjezdových odporech o téměř 50 %. Ztrátový výkon na rozjezdových odpornících závisí na velikosti odporu daného stupně a druhé mocnině trakčního proudu. Jejich ztrátový výkon může dosáhnout několik megawatt.
Proto je vhodné rozjíždět se maximálním proudem- co nejdříve se tak dosáhne hospodárného stupně. Elektromotory to krátkodobě bez problémů snesou. Ve vyšší rychlosti, když stačí malá síla (např. jízda po rovině), je vhodné přejít zpět na sériové spojení a šunty. Sníží se tak napětí na motorech (snížení rizika přeskoku), vyšší proud pomáhá udržovat správnou teplotu komutátoru.